# Липин Бор

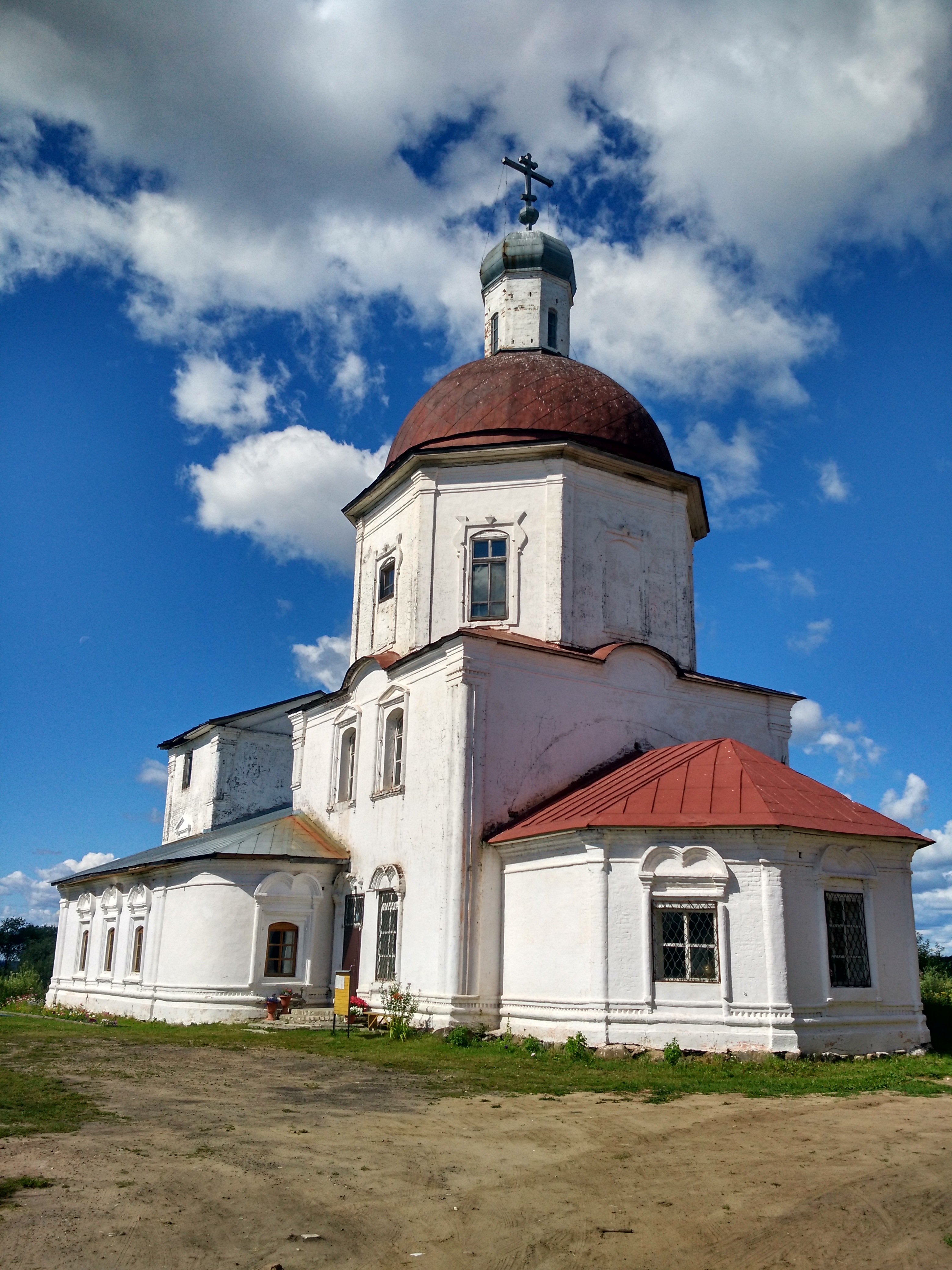
Троицкая церковь

Ли́пин Бор — село, административный центр Вашкинского района Вологодской области и Липиноборского сельского поселения. С точки зрения административно-территориального деления — центр Липино-Борского сельсовета.
Расположено на берегу Белого озера, в сосновом бору. Название «Липин» одна из версий предания связывает с именем собственным Липа (Олимпиада) — так звали дочь местного помещика, который подарил ей эти места. Ближайшие населённые пункты — Заречный, Васильевская, Лукьяново.

## Население
| 1959 | 1970  | 1979  | 1989  | 2002  | 2010  | 2021  |
| ---- | ----- | ----- | ----- | ----- | ----- | ----- |
| 1741 | ↗2332 | ↗3809 | ↗4083 | ↘3845 | ↘3673 | ↘3364 |

По переписи 2002 года преобладающая национальность — русские (98 %).

## Достопримечательности
- Церковь Троицы Живоначальной (каменная, 1792) — памятник архитектуры[11].
- Владения Золотой Рыбки[12]
- Рядом с селом радиотелепередающая станция на основе мачты высотой 350 метров. Это сооружение является самым высоким на территории Вологодской области.

## Известные уроженцы
В селе родился Герой Советского Союза Фёдор Смирнов.